# Václav Lysák
Václav Lysák, též Václav Vasilij Lysák (17. září 1895 Trnava nebo 27. února 1895 – 3. červenec 1942 Berlín, věznice Plötzensee) byl československý voják, příslušník československých legií a jeden z velitelů Obrany národa.

## Mládí
Narodil se 17. září 1895 v Trnavě v okrese Třebíč. Otec Jan byl rolník. Absolvoval reálné gymnázium, ale těsně před maturitou byl odveden. Po základním výcviku byl 7. září 1915 byl odeslán na ruskou frontu.
Dne 13. června 1916 přeběhl do ruského zajetí a krátce na to se přihlásil do čs. legií. Od 1. srpna 1916 sloužil v 1. čs. střeleckém pluku. Absolvoval důstojnickou školu a řadu kurzů a u svého pluku sloužil od nejnižších funkcí, až byl 20. září 1919 jmenován zatímnímním velitelem pluku. Účastnil se bitvy u Zborova i putování po transsibřské magistrále. Dne 10. února 1920 se přes Vladivostok a Singapur vrátil do vlasti – již v hodnosti kapitána.

## První republika
Od 11. května 1920 se stal důstojníkem z povolání. Absolvoval kurz školy generálního štábu a poté se stal posluchačem Válečné školy v Praze. Po absolutoriu byl, již v hodnosti škpt., přeložen do Brna, kde sloužil na různých štábních postech od 20. září 1923 do 30. září 1931. Poté byl, v hodnosti majora, přidělen ke 2. oddělení hlavního štábu MNO, kde působil ve funkci přednosty oddělení do 30. dubna 1933. Od 1. května 1933 do 29. září 1934 velel v Brně postupně několika pěším praporům. V období od 30. září 1934 do 29. září 1936 působil v různých funkcích v Olomouci a poté až do likvidace československé branné moci v roce 1939 působil v Brně.

## Po okupaci
Po německé okupaci se společně s generálem Ingrem zapojil do organizování ozbrojeného odporu a podílel se i na zakládání Obrany národa. Působil zejména na Moravě – v Brně, v Olomouci či Uherském Hradišti. Stal se náčelníkem štábu Zemského velitelství ON Morava a později Morava-západ. Podílel se na organizování odchodu bývalých důstojníků do exilu, zajišťoval zbraně a finance, vyvíjel i zpravodajskou činnost.
Od listopadu 1939 byl nucen přejít do ilegality. Zatčen gestapem byl 22. prosince 1939. Byl vězněn nejprve v Brně v Sušilových a Kounicových kolejích, 6. 6. 1940 převezen do Vratislavi a v roce 1941 byl transportován přes Wołów do věznice Alt Moabit.
Dne 3. prosince 1941 byl lidovým soudem (Volksgericht) v Berlíně odsouzen k trestu smrti za zemězradu a vlastizradu, přičemž při procesu na sebe vzal celou vinu, čímž zachránil před trestem smrti další tři obviněné důstojníky. Společně s ním byli za odbojovou činnost souzeni: František Blabolil (trest smrti), Otto Francl (doživotí), Jaroslav Konopásek (5 let káznice) a Václav Kratochvíl (6 let káznice). Po vynesení rozsudku byl převezen do věznice v Plötzensee. Zemřel 3. července 1942 v Berlíně-Plötzensee ve vězeňské nemocnici, údajně na rakovinu jater. Protože nebyl popraven, rodině byl vydán jeho popel. Urna s popelem generála Lysáka byla uložena na hřbitově v Praze-Ďáblicích, kam byl v roce 2009 převezen rodinný pomník Lysáků po úmrtí jejich syna Václava Lysáka, čestného JUDr. na Masarykově univerzitě.

## Po válce
- V roce 1946 byl in memoriam povýšen do hodnosti brigádního generála.
- Jeho jméno se nachází na pomníku padlým a popraveným absolventům VŠV před MNO v Praze.

## Galerie

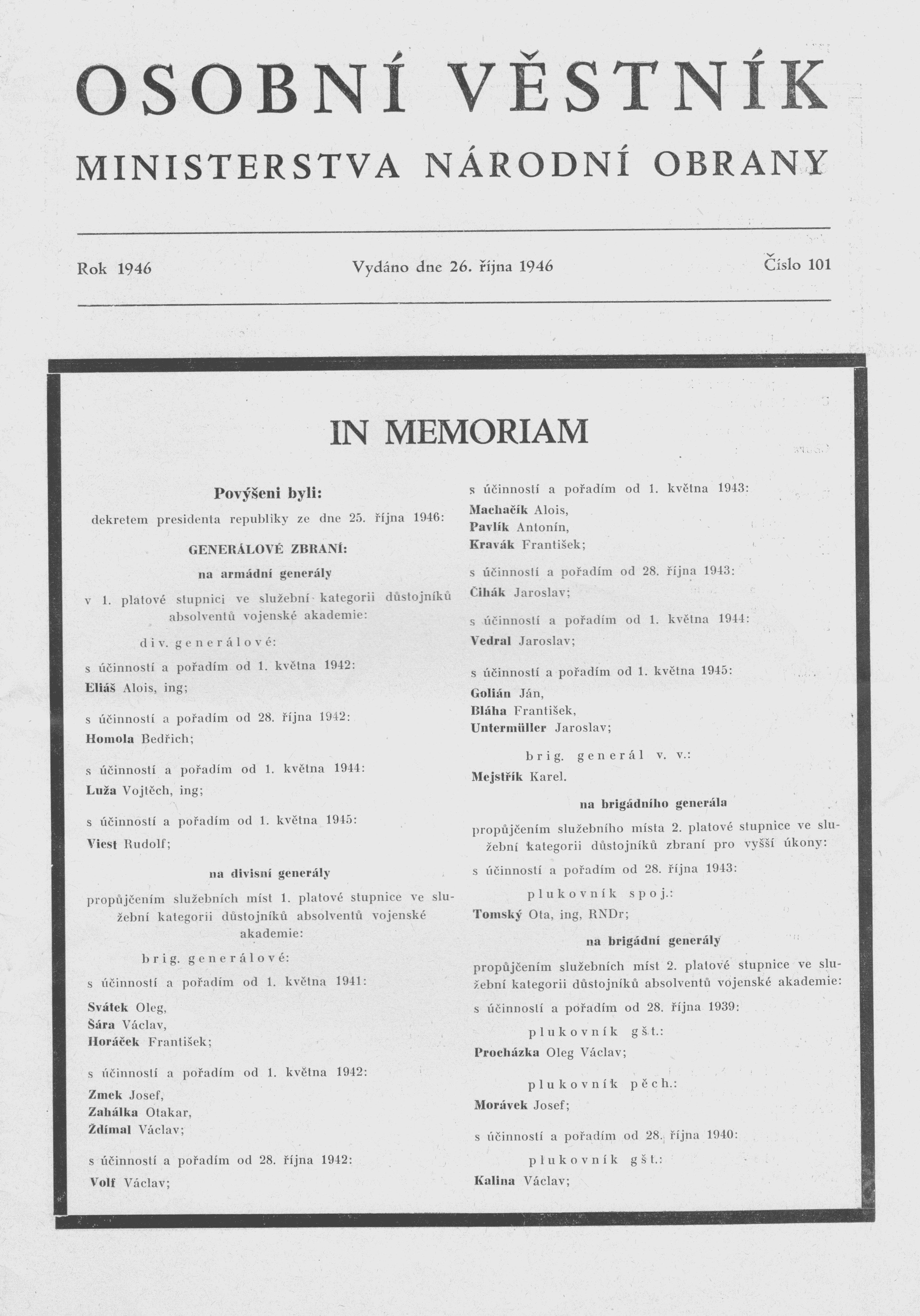
Osobní věstník MNO číslo 101, rok 1946 – titulní strana
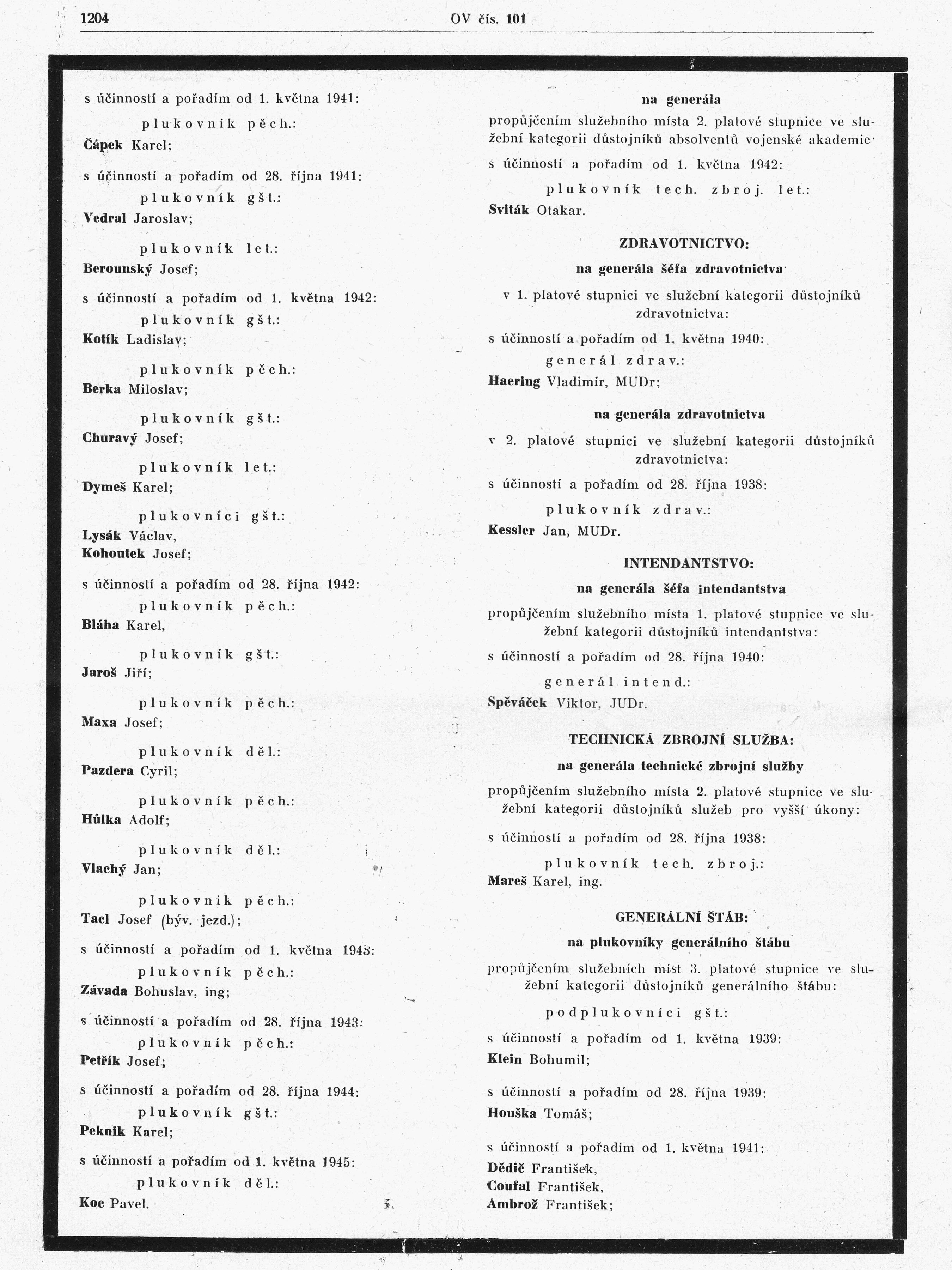
Osobní věstník MNO číslo 101, rok 1946 – strana 1204 s oznámením o povýšení
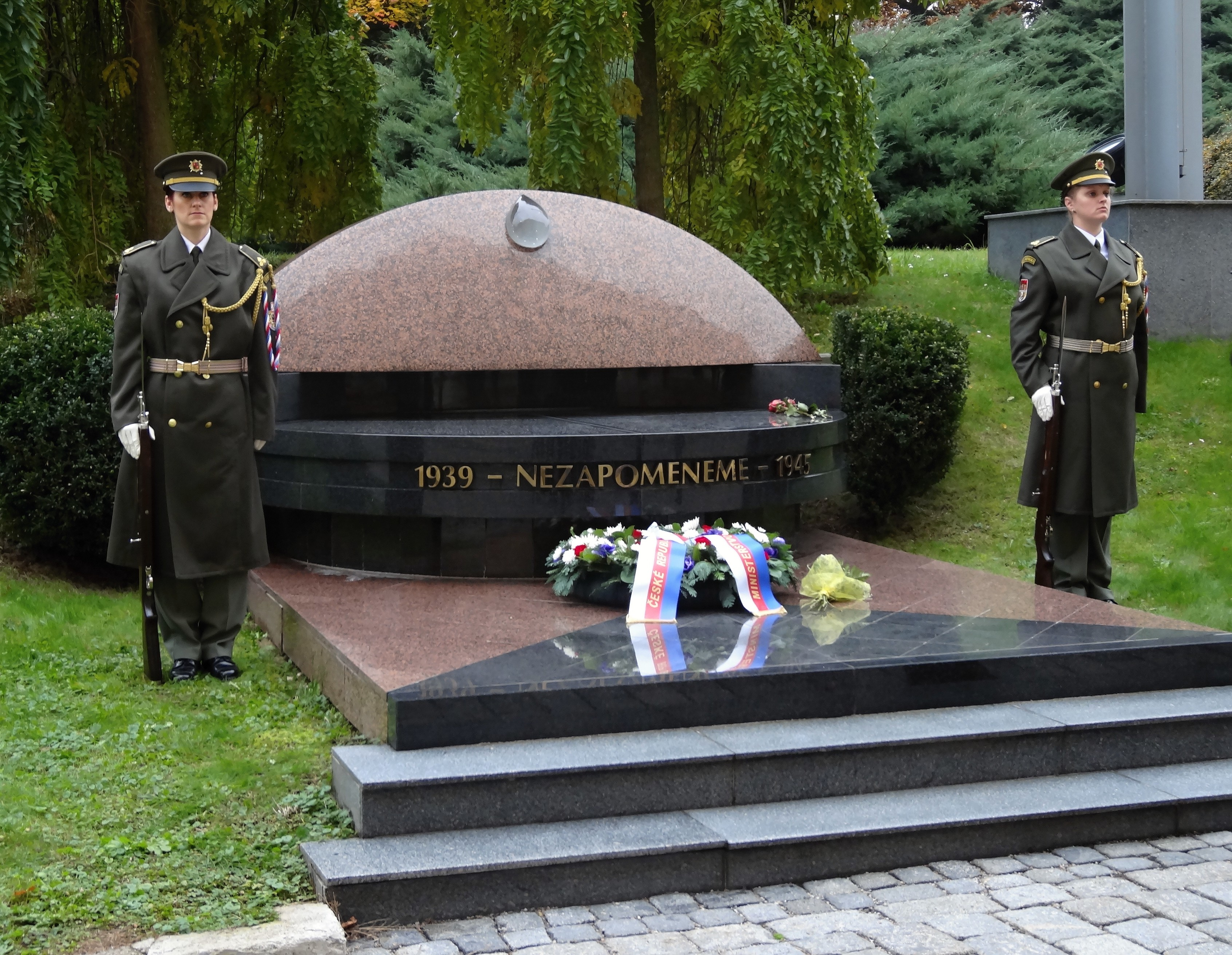
Pomník důstojníků generálního štábu, obětí z let 1939 - 1945. Pomník padlým a popraveným absolventům Vysoké školy válečné před sídlem Ministerstva obrany ČR
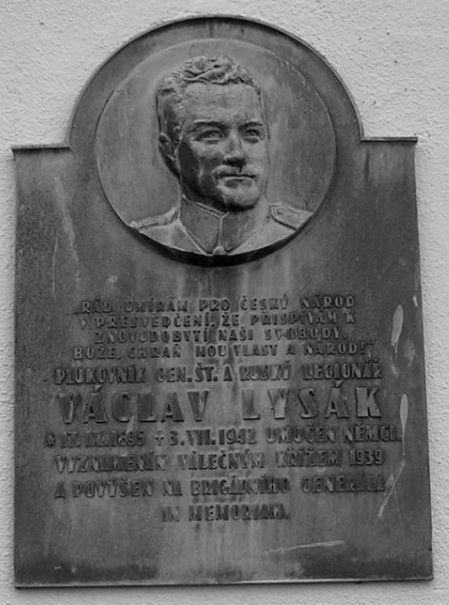
Pamětní deska na rodném domě v Trnavě č.p. 4 (okres Třebíč v Kraji Vysočina)

## Vyznamenání
- Československý válečný kříž 1914–1918
- Československá revoluční medaile
- Československá medaile Vítězství
- Military Cross
- Vojennyj orděn svjatogo Georgija IV. stěpeni
- Československý válečný kříž 1939

## Pamětní deska
Na vnější zdi jeho rodného domu (Trnava čp. 4, v okrese Třebíč v Kraji Vysočina; GPS souřadnice: 49°15'12.86"N 15°55'34.34"E) byla dne 20. července 1947 slavnostně odhalena pamětní deska s následujícím textem: „RÁD UMÍRÁM PRO ČESKÝ NÁROD / V PŘESVĚDČENÍ, ŽE PŘISPÍVÁM / K ZNOVUDOBYTÍ NAŠI SVOBODY. / BOŽE CHRAŇ MOU VLAST A NÁROD!“ // PLUKOVNÍK GEN. ŠT. A RUSKÝ LEGIONÁŘ / VÁCLAV LYSÁK / * 17.IX.1895 +3.VII.1942 UMUČEN NĚMCI. / VYZNAMENÁN VÁLEČNÝM KŘÍŽEM 1939 / A POVÝŠEN NA BRIGÁDNÍHO GENERÁLA / IN MEMORIAM.